# 戛纳
- 關於香港鐵路車站，請見「康城站 (香港)」。
- 關於法国卡尔瓦多斯省城市Caen，請見「卡昂」。
- 關於法国阿列省市镇Gannat，請見「加纳 (阿列省)」。
- 關於法国奥德省市镇Canet，請見「卡内 (奥德省)」。
- 關於法国埃罗省市镇Canet，請見「卡内 (埃罗省)」。

戛纳（法語發音：[kan] ⓘ），法国东南部城市，普罗旺斯-阿尔卑斯-蓝色海岸大区滨海阿尔卑斯省的一个市镇，隶属于格拉斯区，其市镇面积为19.6平方公里，2022年1月1日时人口数量为74,040人，是该省人口第二多的市镇，仅次于省会尼斯，在所有法国城市中排名第68位。
戛纳位于滨海阿尔卑斯省西南部，地中海沿岸，是一个区域性的中心城市，因当地的地中海风景和气候而闻名，自19世纪起人口数量快速增加。
戛纳也是法国重要的会议和展览中心，尤因坎城影展而闻名。

## 地名来源
“戛纳”一名来源于利古里亚语，意为“高地”，最初在莱兰修道院的手记中以的形式出现，意为“高地港口”，此处的“高地”可能与其市中心的勒叙凯街区有关。

## 历史

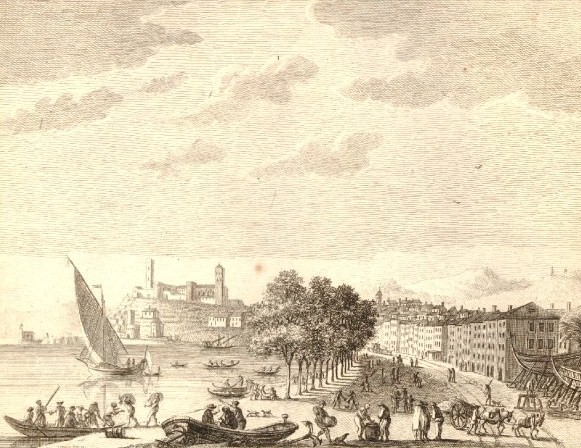
1772年的戛纳

戛纳历史上长期为地中海沿岸的一处普通渔村，中世纪时为莱兰修道院的一处封建屬地，法国大革命后成为滨海阿尔卑斯省的一个市镇。直到19世纪初，当地的居民区仅限于勒叙凯街区。1830年代開始，随着交通的发展，戛纳所在的蔚蓝海岸地区因气候温暖而吸引了大批来自北方寒冷地区的贵族。1834年12月，英国贵族政治家亨利·彼得·柏罕在前往意大利的途中因尼斯地区的霍乱疫情而滞留于戛纳地区，伯罕看中了这一地区优越的自然环境，将此地购买，并开始建设度假区。1863年，途径戛纳的马赛－文蒂米利亚铁路建成通车，戛纳由此获得快速发展，人口迅速上升，居民区由勒叙凯街区向四周铺开。1900年，戛纳有轨电车建成通车，但1933年因为私人汽车的兴起而停运。1939年，戛纳首次举办电影节。第二次世界大战期间，戛纳一度被意大利占领，在1944年8月的龙骑兵行动中曾发生激烈枪战，后被联军解放。1946年9月举办的戛纳电影节成为二战后世界上首个举办的国际性文化活动。20世纪50年代，戛纳市区进行了大规模的翻新，拉克鲁瓦塞特大道被开辟为沿海步行走廊。1982年，節慶宮建成使用，后者使得戛纳成为法国重要的会议和展览中心，2011年G20峰会亦在此举办。

## 地理

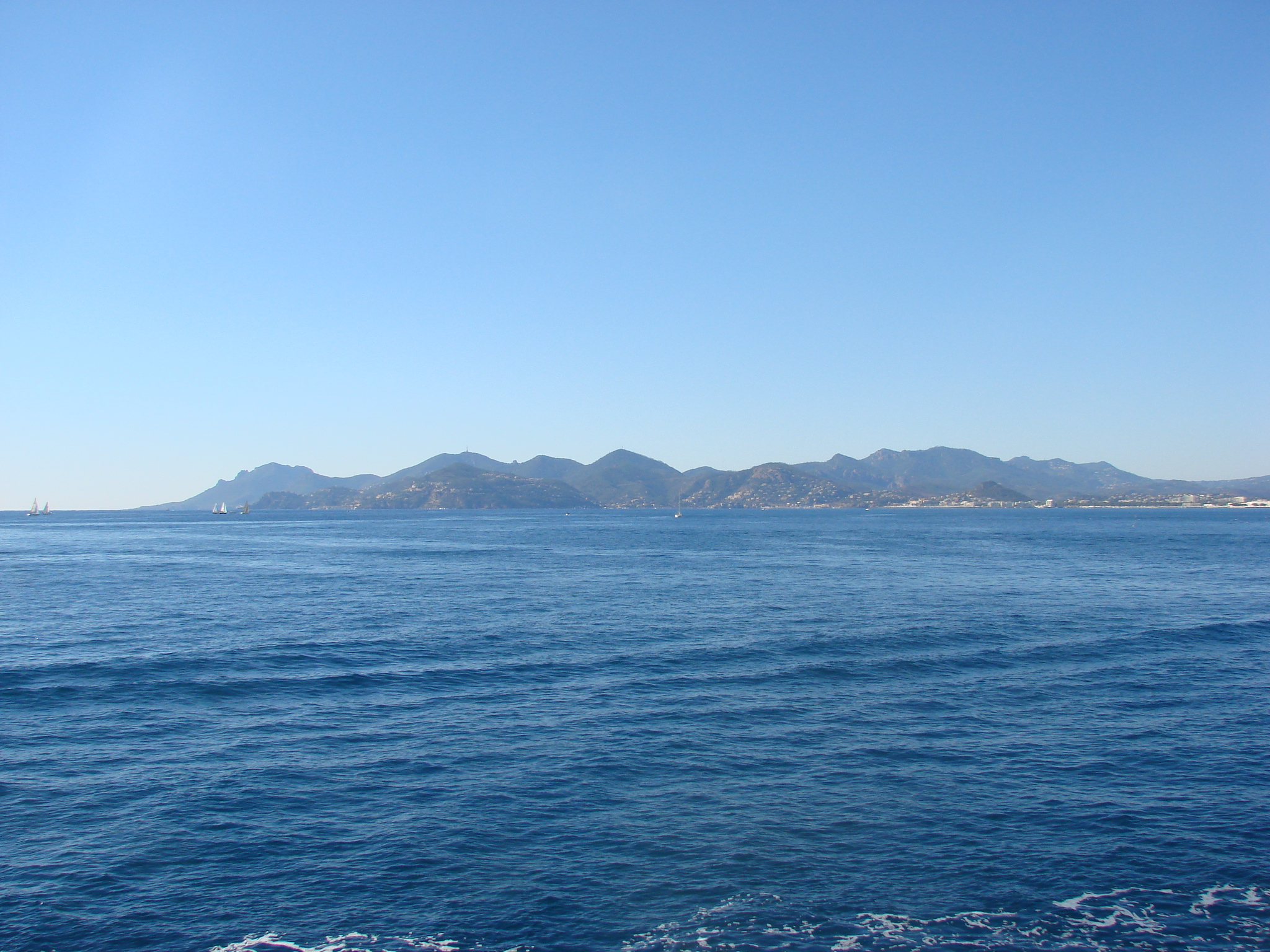
眺望萊蘭群島

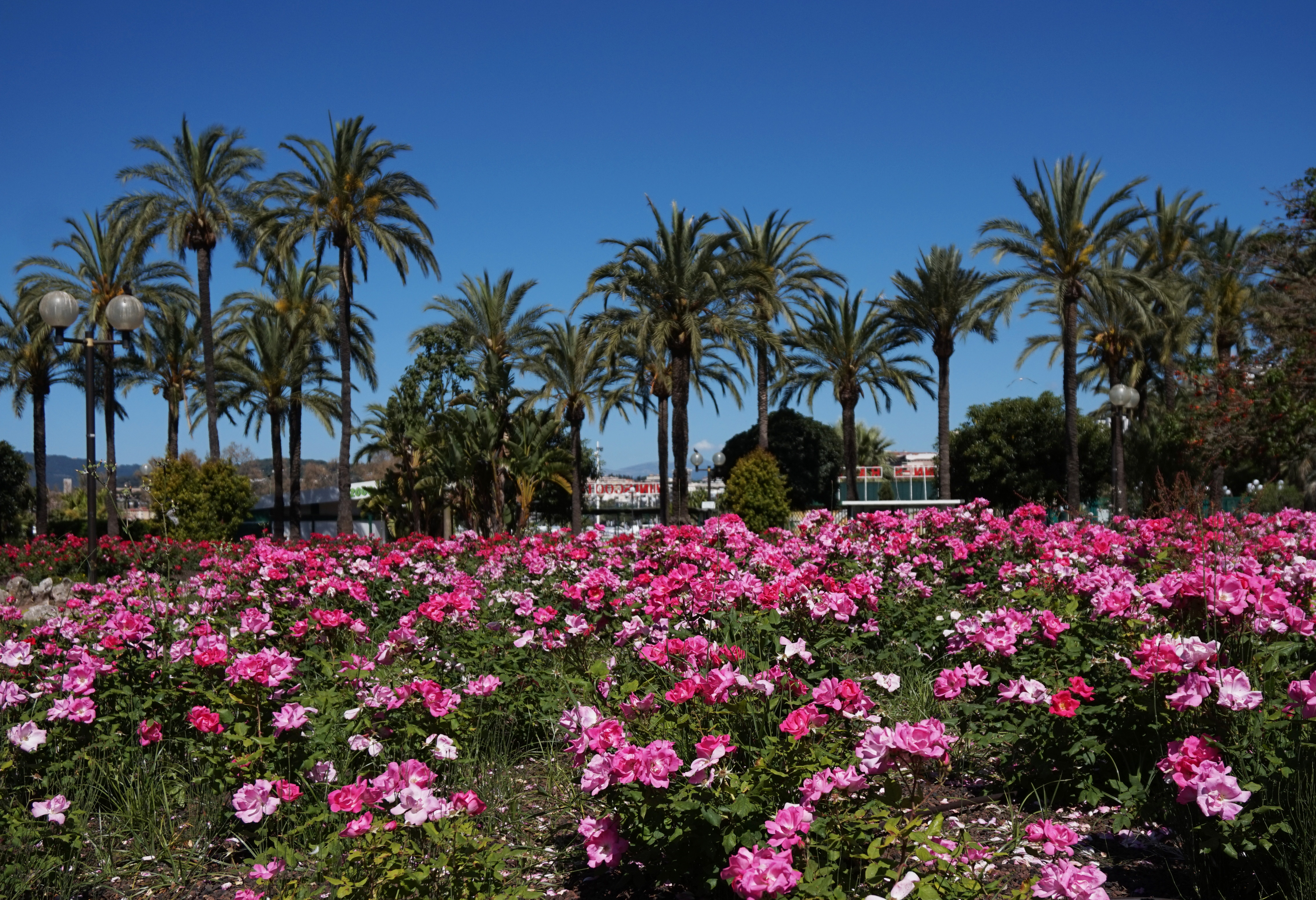
戛纳境内的一处花园

戛纳位于法国东南部，普罗旺斯-阿尔卑斯-蓝色海岸大区东南部和滨海阿尔卑斯省西南部，距离省会尼斯大约33公里。其市镇管辖范围亦包括了萊蘭群島的四个岛屿。与戛纳接壤的市镇包括：勒卡內、芒德略拉纳普勒、穆然、锡亚涅河畔拉罗凯特、瓦洛里斯。

### 地形
戛纳位于地中海沿岸，北侧为阿尔卑斯山南麓，境内以丘陵为主，其中市中心地形平坦，全境海拔则在0到260米之间。

### 水文
戛纳市镇范围内无大型天然河流，仅有少量独立入海的干谷。连接戛纳和格拉斯的锡亚涅运河保障了戛纳地区的生活用水。

### 植被
戛纳属于亚热带硬叶林区，市区内的主要绿地分布于市区西北部的守护十字架公园内。

### 气候
戛纳在柯本气候分类法中属于地中海性气候，夏季干燥炎热，冬季温暖湿润，降水多集中于秋季。
距离戛纳最近的气象站位于昂蒂布境内，以下为该气象站的数据（其中日照数据取自尼斯）：
| 昂蒂布1981年－2019年 | 昂蒂布1981年－2019年 | 昂蒂布1981年－2019年 | 昂蒂布1981年－2019年 | 昂蒂布1981年－2019年 | 昂蒂布1981年－2019年 | 昂蒂布1981年－2019年 | 昂蒂布1981年－2019年 | 昂蒂布1981年－2019年 | 昂蒂布1981年－2019年 | 昂蒂布1981年－2019年 | 昂蒂布1981年－2019年 | 昂蒂布1981年－2019年 | 昂蒂布1981年－2019年 |
| 月份                 | 1月                  | 2月                  | 3月                  | 4月                  | 5月                  | 6月                  | 7月                  | 8月                  | 9月                  | 10月                 | 11月                 | 12月                 | 全年                 |
| -------------------- | -------------------- | -------------------- | -------------------- | -------------------- | -------------------- | -------------------- | -------------------- | -------------------- | -------------------- | -------------------- | -------------------- | -------------------- | -------------------- |
| 历史最高温 °C（°F）  | 19.8 (67.6)          | 24.4 (75.9)          | 23.5 (74.3)          | 27 (81)              | 31.9 (89.4)          | 32.8 (91.0)          | 36.4 (97.5)          | 36.5 (97.7)          | 33.4 (92.1)          | 29.4 (84.9)          | 24.6 (76.3)          | 22 (72)              | 36.5 (97.7)          |
| 平均高温 °C（°F）    | 12.3 (54.1)          | 12.8 (55.0)          | 15.1 (59.2)          | 17.2 (63.0)          | 21.5 (70.7)          | 25.4 (77.7)          | 28.7 (83.7)          | 28.8 (83.8)          | 25 (77)              | 20.4 (68.7)          | 15.9 (60.6)          | 13.2 (55.8)          | 19.7 (67.5)          |
| 日均气温 °C（°F）    | 9 (48)               | 9.3 (48.7)           | 11.4 (52.5)          | 13.4 (56.1)          | 17.5 (63.5)          | 21.2 (70.2)          | 24.3 (75.7)          | 24.5 (76.1)          | 21 (70)              | 17 (63)              | 12.7 (54.9)          | 10.1 (50.2)          | 16 (61)              |
| 平均低温 °C（°F）    | 5.8 (42.4)           | 5.9 (42.6)           | 7.7 (45.9)           | 9.7 (49.5)           | 13.6 (56.5)          | 17 (63)              | 19.9 (67.8)          | 20.2 (68.4)          | 17 (63)              | 13.6 (56.5)          | 9.5 (49.1)           | 6.9 (44.4)           | 12.2 (54.0)          |
| 历史最低温 °C（°F）  | −6.9 (19.6)          | −7 (19)              | −5.2 (22.6)          | 2.9 (37.2)           | 4.8 (40.6)           | 8 (46)               | 10.5 (50.9)          | 13 (55)              | 7.2 (45.0)           | 4.8 (40.6)           | −0.2 (31.6)          | −1.8 (28.8)          | −7 (19)              |
| 平均降水量 mm（）    | 72.1 (2.84)          | 47.5 (1.87)          | 44.6 (1.76)          | 70.3 (2.77)          | 49 (1.9)             | 29.5 (1.16)          | 10.4 (0.41)          | 25.1 (0.99)          | 72.1 (2.84)          | 117 (4.6)            | 104.3 (4.11)         | 95.6 (3.76)          | 737.5 (29.04)        |
| 月均日照時數         | 157.7                | 171.2                | 217.5                | 224                  | 267.1                | 306.1                | 347.5                | 315.8                | 242                  | 187                  | 149.3                | 139.3                | 2,724.5              |
| 来源：infoclimat.fr  |                      |                      |                      |                      |                      |                      |                      |                      |                      |                      |                      |                      |                      |

## 行政区划

坎城行政區劃

戛纳是法国普罗旺斯-阿尔卑斯-蓝色海岸大区滨海阿尔卑斯省的一个市镇，编号为06029。戛纳隶属于格拉斯区，管理戛纳第一县和第二县，同时也是戛纳城市圈公共社区的办公驻地。
戛纳市镇被划为10个街区，自2008年起并实行街区自治制度。
法国国家统计与经济研究所（简称）在进行数据统计时，将包括戛纳在内的周边共129个市镇划为尼斯城市区。同时，还将戛纳市镇分为了32个“块区”（IRIS），以便于统计人口分布情况。

## 交通

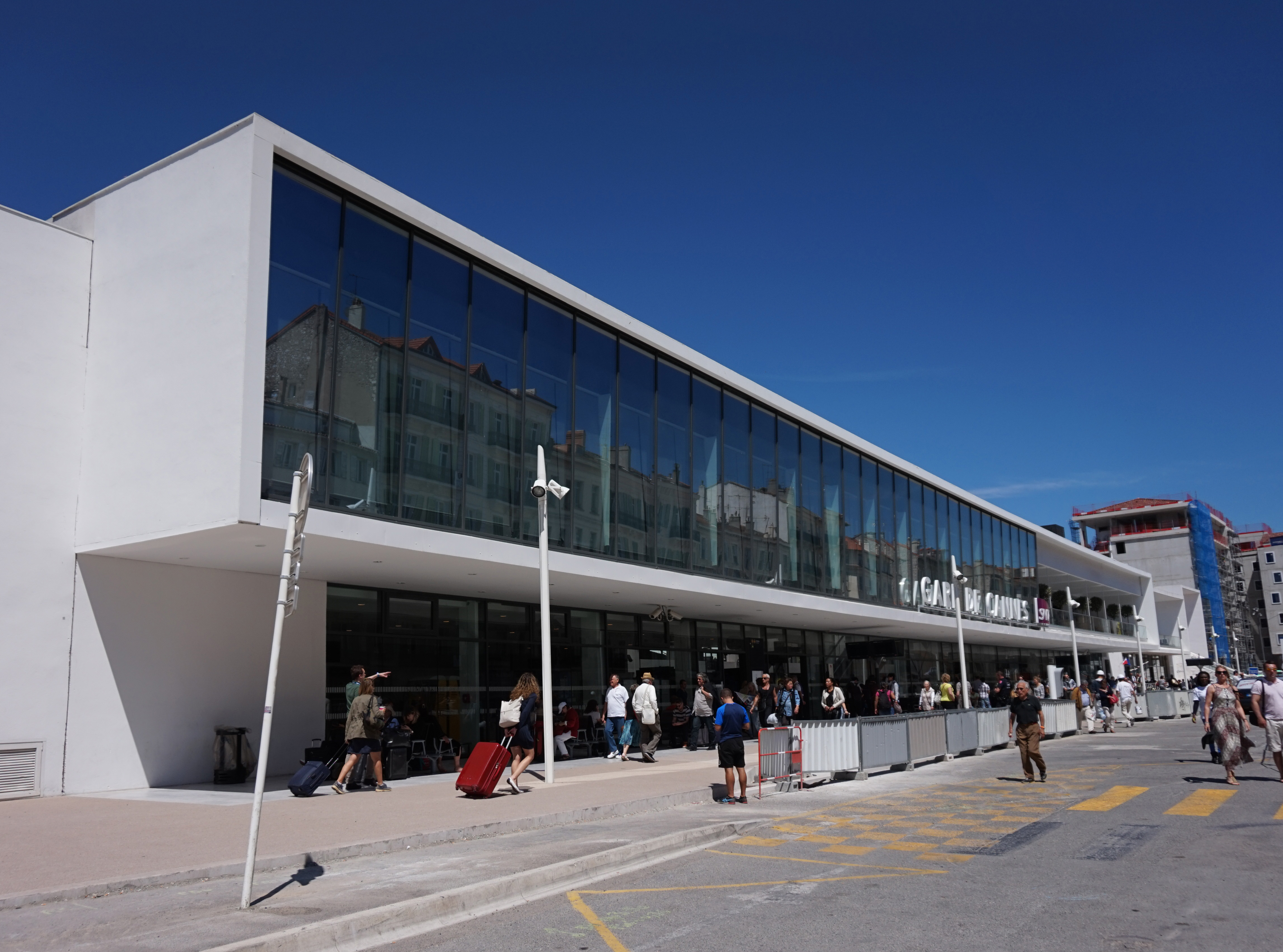
戛纳火车站

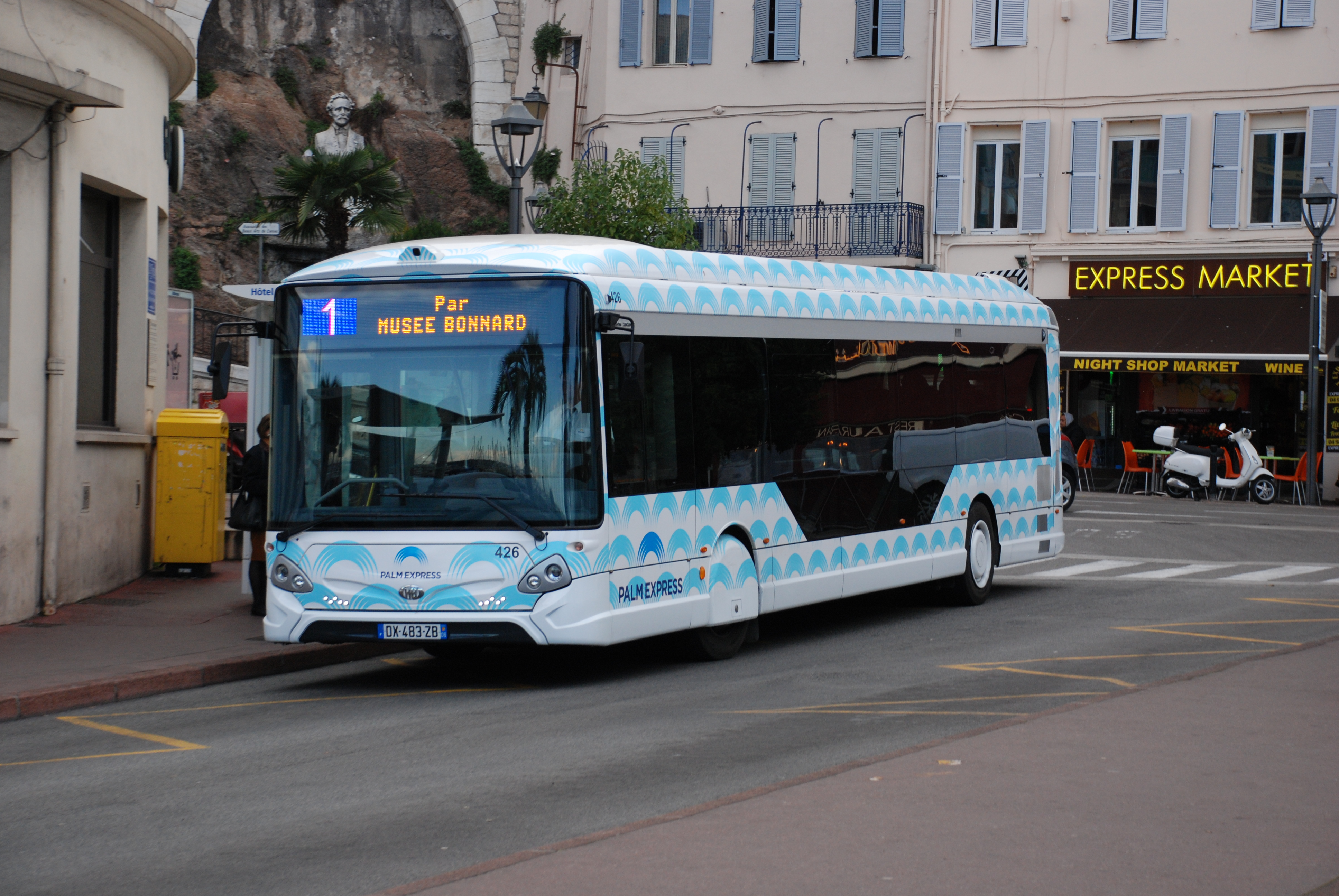
戛纳公交1路

### 公路
法国A8高速公路经过戛纳西北部，通过41号出入口与市区连接。此外多条滨海阿尔卑斯省省道在戛纳境内交汇，普罗旺斯-阿尔卑斯-蓝色海岸大区下属的城际客运提供巴士线路，可前往马赛、尼斯、格拉斯、昂蒂布、穆然等地。此外，一些跨国巴士公司也开行途径戛纳的长途大巴线路，可通过联程中转前往法国及西欧主要城市。
2017年，37.9%的戛纳家庭拥有至少一辆的私人汽车。2018年，戛纳境内共发生各类交通事故85起，造成2人遇难，102人受伤。

### 铁路
戛纳位于马赛－文蒂米利亚铁路上，另有支线铁路可前往格拉斯。戛纳站位于市区中部，该站停靠往返于巴黎和尼斯一线的高速列车，同时停靠前往马赛、芒通和格拉斯三个方向的区域列车。除戛纳站外，戛纳境内还有多个铁路通勤车站，供当地居民使用。

### 航空
戛纳-芒德略机场位于戛纳市区西部，该机场供私人飞机停靠，是法国第二大商务机场。
距离戛纳最近的民用航空站为尼斯蓝色海岸机场，距离戛纳市中心的公路里程约28公里。

### 城市公共交通
戛纳城市公共交通（商业名称为，2014年以前称为）是当地的城市公共交通系统。截至2020年9月，该系统共包括21条公交线路以及5条夜间线路，路网覆盖了戛纳市区内的主要街道和居民区。

## 政治

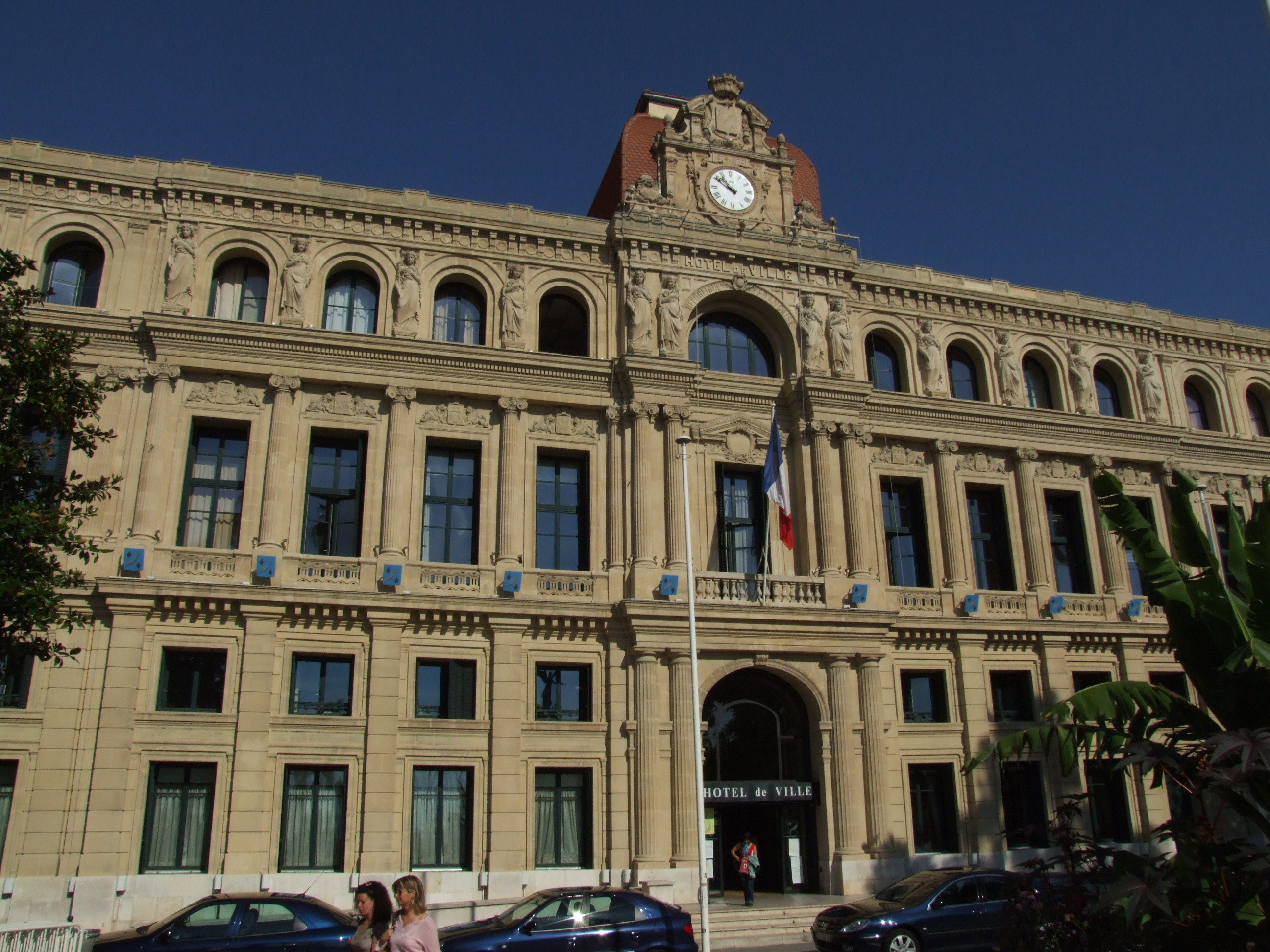
戛纳市政厅

戛纳的现任市长为达维德·利纳尔先生，他是共和党的一名成员，在2020年的市政选举中获得了88.08%的支持率。
在2017年的法国总统大选中，法国第25任总统埃马纽埃尔·马克龙在戛纳获得了57.8%的支持率。
| 戛纳历届市长   |                      |                                 |
| 任期           | 市长                 | 党派                            |
| 1944年－1947年 | 雷蒙·皮科            | 不详                            |
| 1947年－1953年 | 让-夏尔·安东尼       | RPF法国人民联盟                 |
| 1953年－1959年 | 皮埃尔·努沃          | AF法蘭西運動                    |
| 1959年－1968年 | 贝尔纳·科尔尼-让蒂耶 | 無黨籍                          |
| 1968年－1971年 | 安德烈·武永          | 不详                            |
| 1971年－1978年 | 贝尔纳·科尔尼-让蒂耶 | UNR新共和国联盟                 |
| 1978年－1983年 | 乔治-夏尔·拉德沃兹   | 不详                            |
| 1983年－1989年 | 安娜-玛丽·迪皮       | RPR保衛共和聯盟                 |
| 1989年－1997年 | 米歇尔·穆约          | PR法国共和人党 →UDF法国民主联盟 |
| 1997年－2001年 | 莫里斯·德洛内        | RPR保衛共和聯盟                 |
| 2001年－2014年 | 贝尔纳·布罗尚        | UMP人民运动联盟                 |
| 2014年－       | 达维德·利纳尔        | UMP人民运动联盟 →PS社会党       |

## 人口
2017年，戛纳市镇人口数量为73,868，在法国排名第68位。其中男性33,361人，女性40,507人，75岁及以上人口占14.5%，外籍人口数量为18,558人，人口密度为3,765人/平方公里，当地居民被称为（男性）或（女性）。2018年，戛纳境内出生787人，死亡人口1,075人。
| 年份   | 1936   | 1946   | 1954   | 1962   | 1968   | 1975   | 1982   | 1990   | 1999   | 2006   | 2011   | 2016   | 2017   |
| ------ | ------ | ------ | ------ | ------ | ------ | ------ | ------ | ------ | ------ | ------ | ------ | ------ | ------ |
| 人口數 | 49,032 | 45,548 | 50,192 | 58,079 | 67,152 | 70,527 | 72,259 | 68,676 | 67,304 | 70,610 | 72,607 | 74,152 | 73,868 |

## 经济

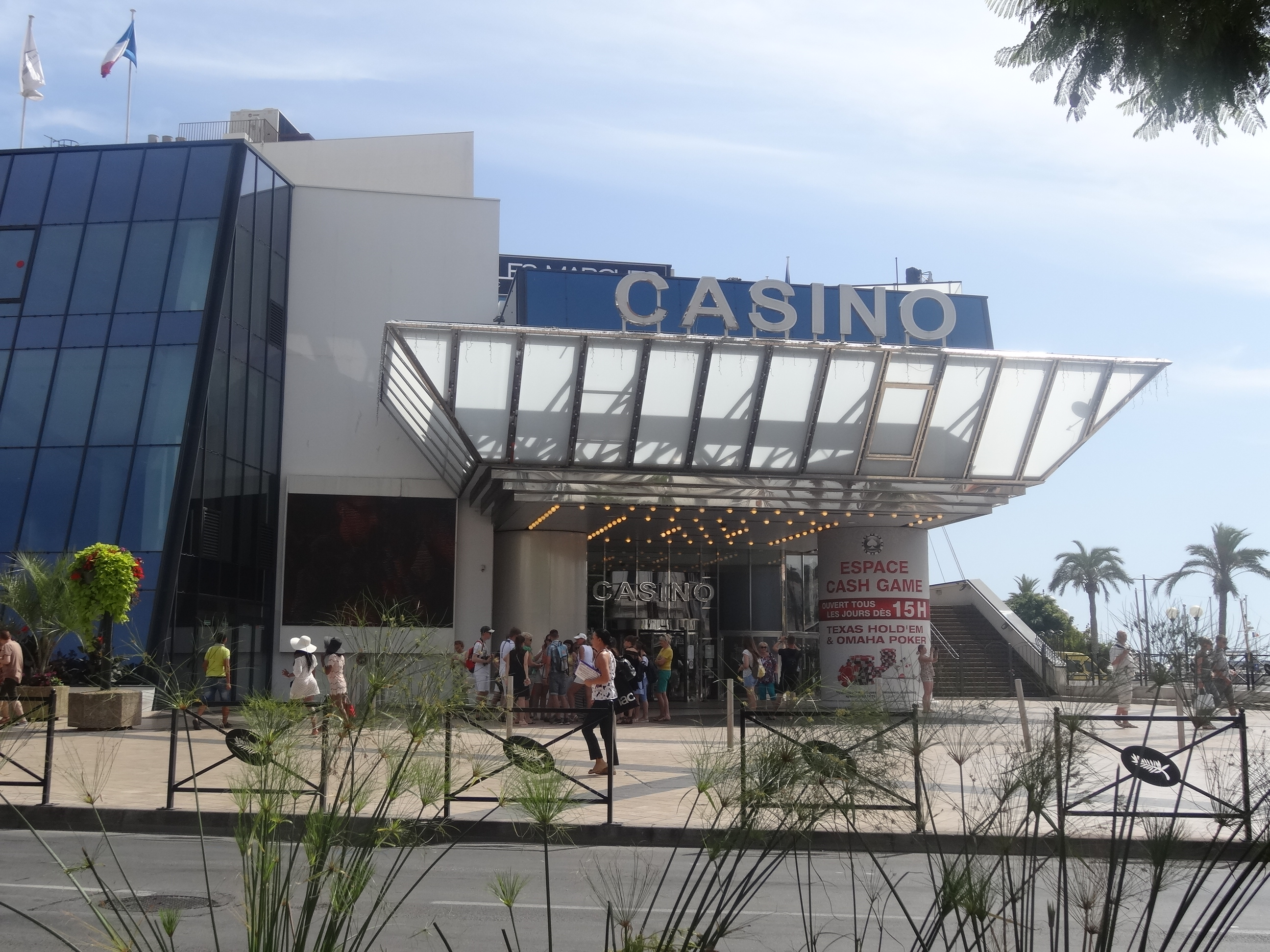
戛纳境内的一处赌场

戛纳是一个区域性的中心城市，当地共有各类用人单位25,646家，其中99.58%为中小型企业，平均历史为16年，旅游和相关配套以及社会服务是当地的主要就业岗位类型。

## 财政收入
2018年，戛纳的财政收入总额为252,909,000欧元，财政支出总额为205,872,000欧元，当年的债务总额为205,599,000欧元。
2014年，戛纳的主管人均收入总额为4,462欧元，其中中級職業人员为2,578欧元，普通职员为1,887欧元。
2017年，戛纳境内的青壮年（15至64岁）失业率为18.3%，当地43.4%的家庭拥有纳税资格。

## 社会事务

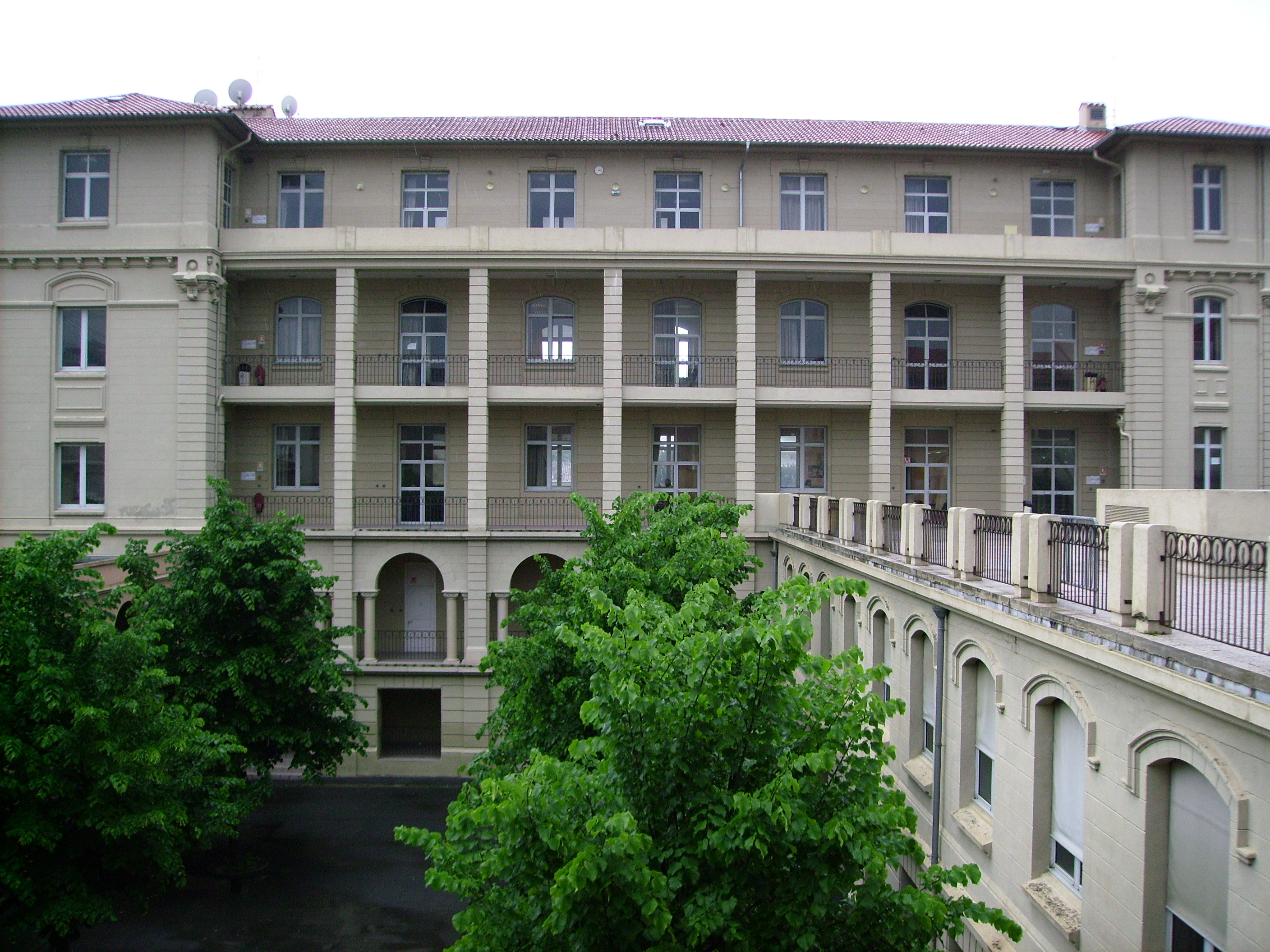
卡诺高级中学

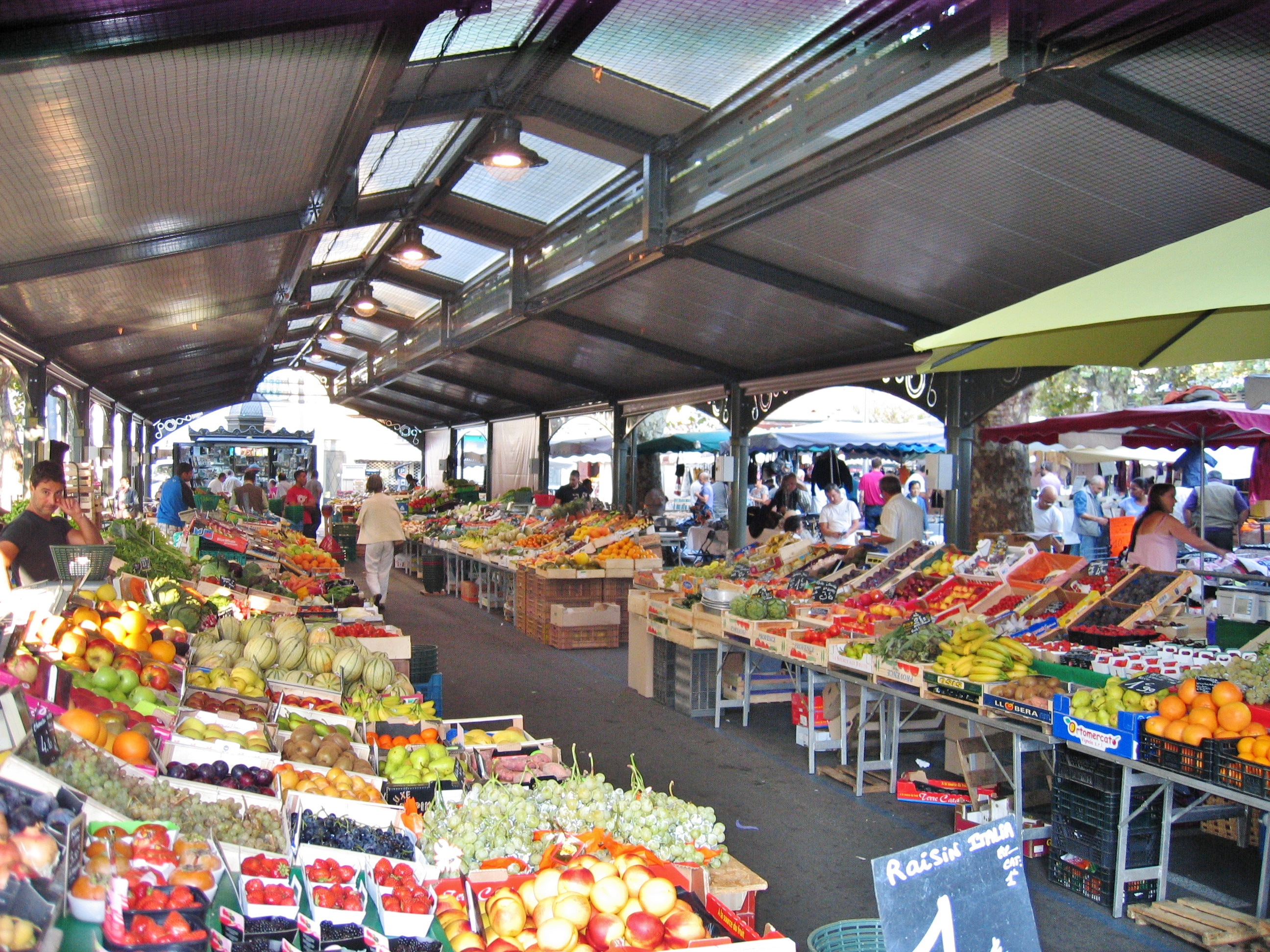
戛纳老城的一处集市

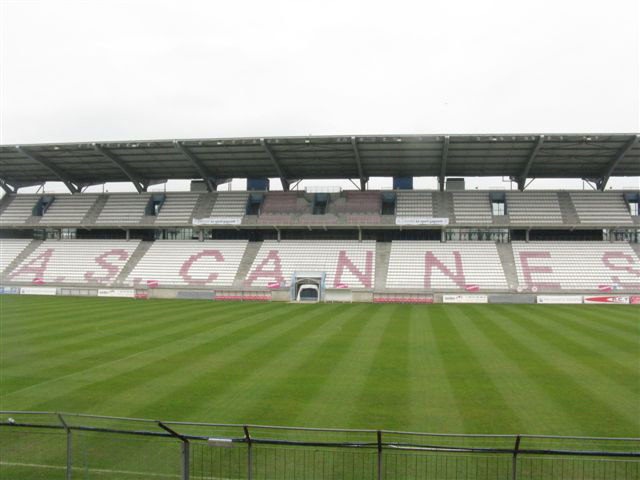
皮埃尔·德·顾拜旦球场 (戛纳)

### 教育
戛纳属于尼斯学区。截止2019年1月1日，戛纳境内共有12所幼儿园、23所小学、7所初级中学、7所普通高中和7所职业高中。 2018至2019学年度，戛纳境内共有在校中小学生8,582名。
在高等教育方面，尼斯大学下属的应用技术学院（IUT）在戛纳设有一个校区。

### 医疗
截止2019年1月1日，戛纳境内共有全科医生117名、保健师124名、牙医94名、护士177名、耳科医生5名、眼科医生15名、皮肤科医生13名、助产士5名、儿科医生3名和妇科医生18名。境内共有药房45家、养老院13家、残疾人帮扶中心4家。
戛纳中心医院（Centre Hospitalier de Cannes）是法国的一个区域性医疗机构，其主病区位于戛纳市区，设有床位497个，是当地规模最大的公立综合性医院。

### 住房
2017年，戛纳境内共有各类住房71,264套，其中53%为常住房屋。集中式居民区主要分布在市区北部的卡诺街区（Carnot）和市区西部的拉博卡街区（La Bocca）。

### 商业
2018年，戛纳境内共有各类商铺11,997家，其中餐饮服务类5,072家。市区西部建有大型开放式商业街区。

### 体育
2019年，戛纳境内共有3家游泳池、7间健身房、2座综合体育场、30处网球场、7处足球或橄榄球场以及3处篮球或排球场。
戛纳足球体育联盟是当地的一支足球队，成立于1909年，1932至2004年间曾为职业足球队，并曾获得1932年法国杯的冠军，2020至2021赛季参加法國全國丙組聯賽（法戊），其主场皮埃尔·德·顾拜旦球场可同时容纳超过1万名观众，是当地规模最大的体育设施。
戛纳因排球而闻名，其中戛纳排球体育联盟是当地的一支男子职业排球队，成立于1942年，历史上共获得了9次法国男子排球联赛的冠军；而戛纳竞技俱乐部则是当地的一支职业女子排球队，成立于1922年，获得过欧洲女排俱乐部杯2次冠军和2次亚军，并获得了超过20次法国排球联赛的冠军。

### 环境
戛纳的环境事务由其所属的公共社区负责。2018年，戛纳境内共有3家污染企业。

### 治安
2014年，戛纳及附近地区共发生各类案件10,404起，其中盗窃类案件7,161起，经济类案件1,016起，毒品交易类案件354起。

## 文化
2019年，戛纳境内共有1家剧场、8家电影院、2家博物馆和1家音乐厅。戛纳市政府提供多媒体中心，向公众全年开放。

### 建筑
戛纳境内有多处法国国家文物保护单位，代表性建筑包括埃斯佩兰斯圣母堂、仁慈圣母小堂等。戛纳卡尔顿洲际酒店则因在戛纳电影节期间接待众多电影明星而闻名。

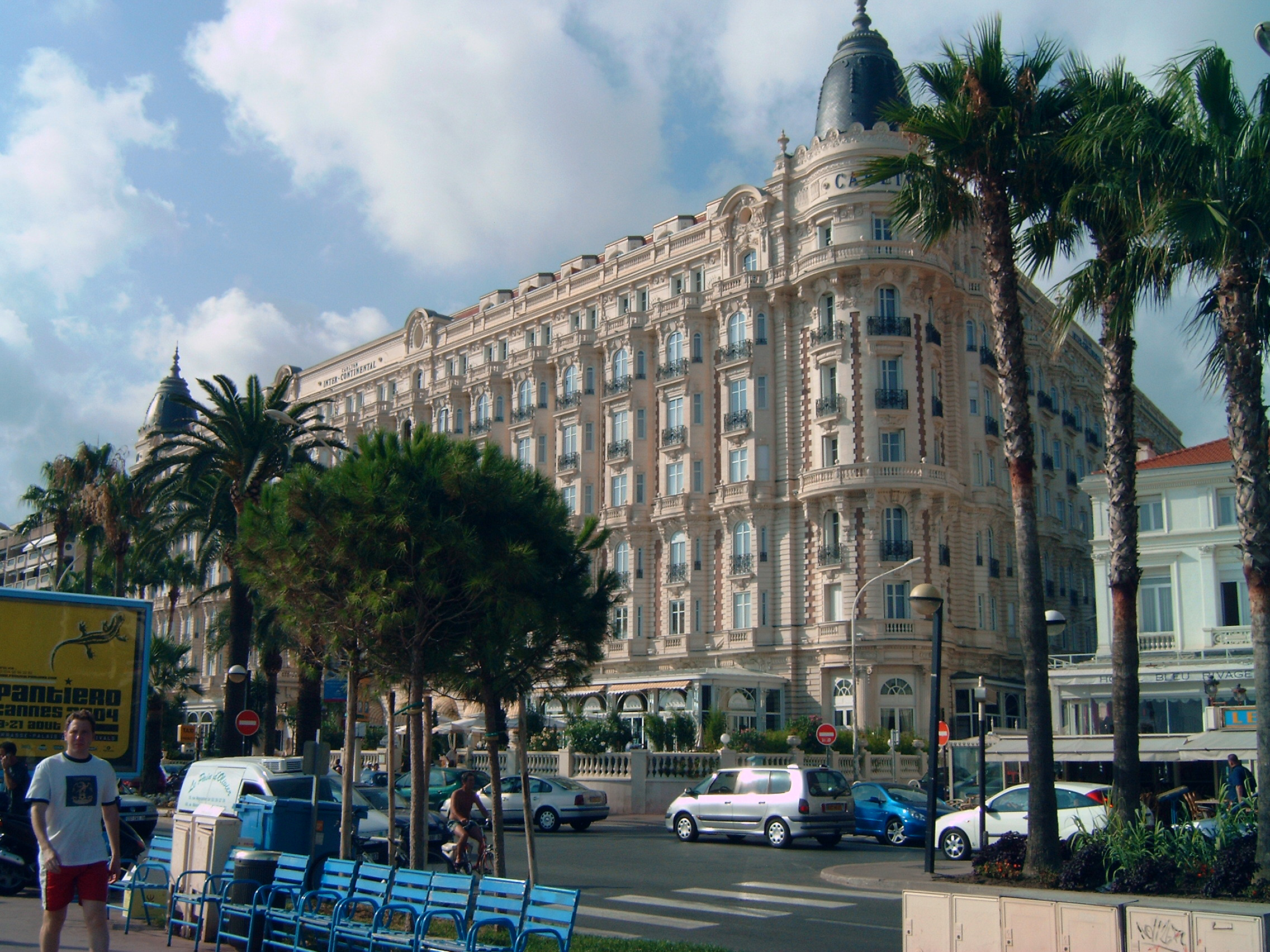
戛纳卡尔顿洲际酒店
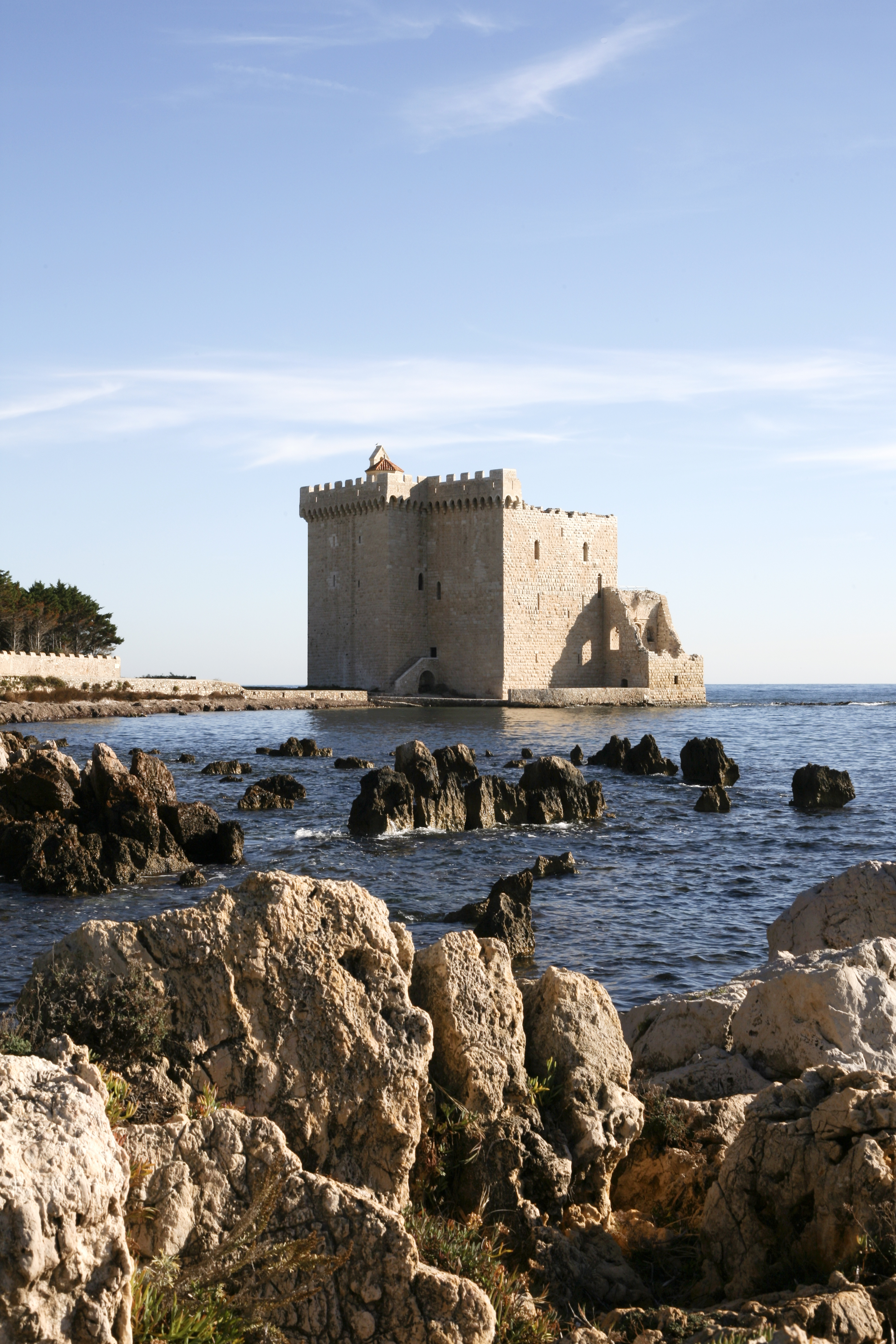
莱兰修道院
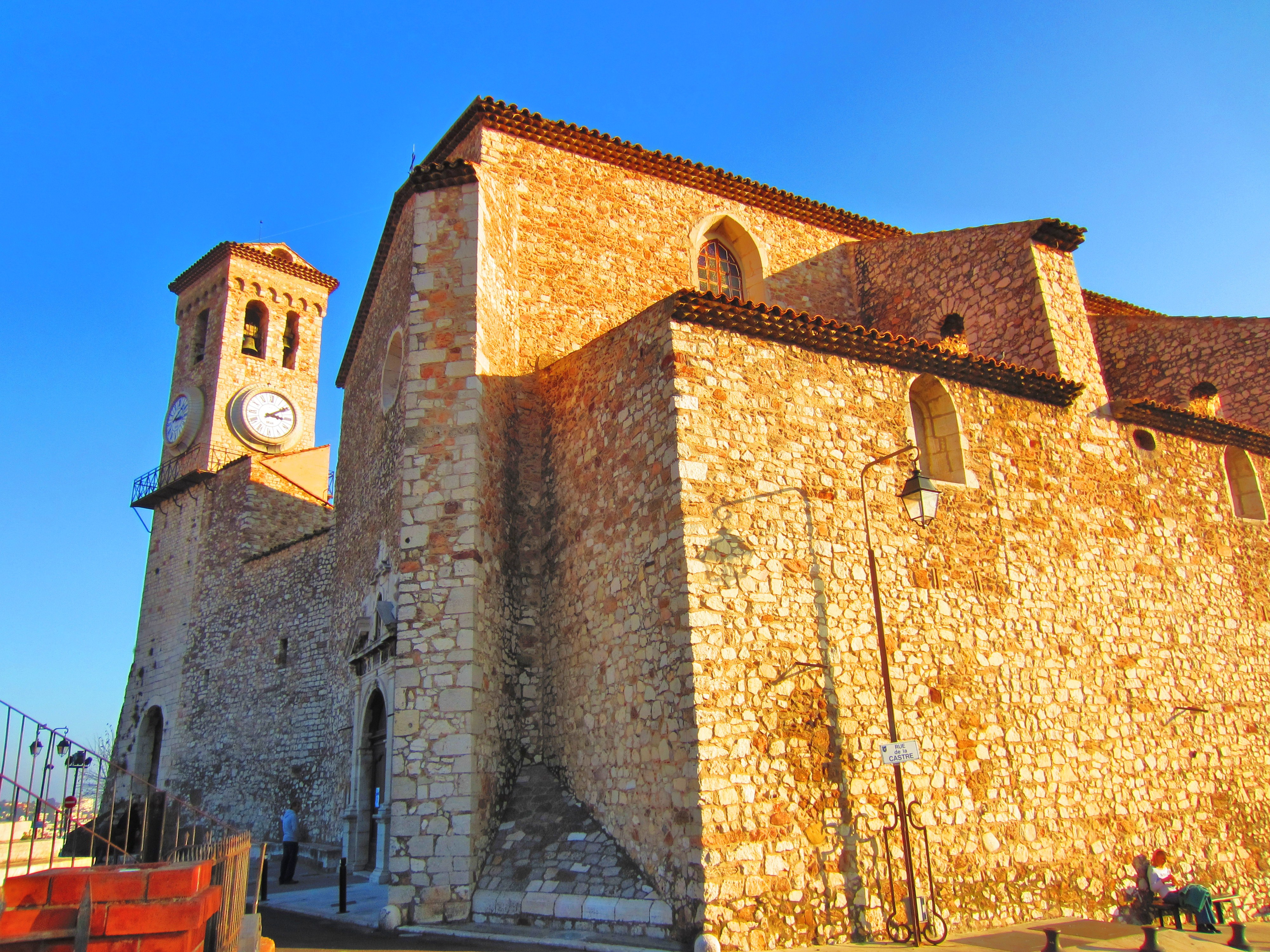
埃斯佩兰斯圣母堂
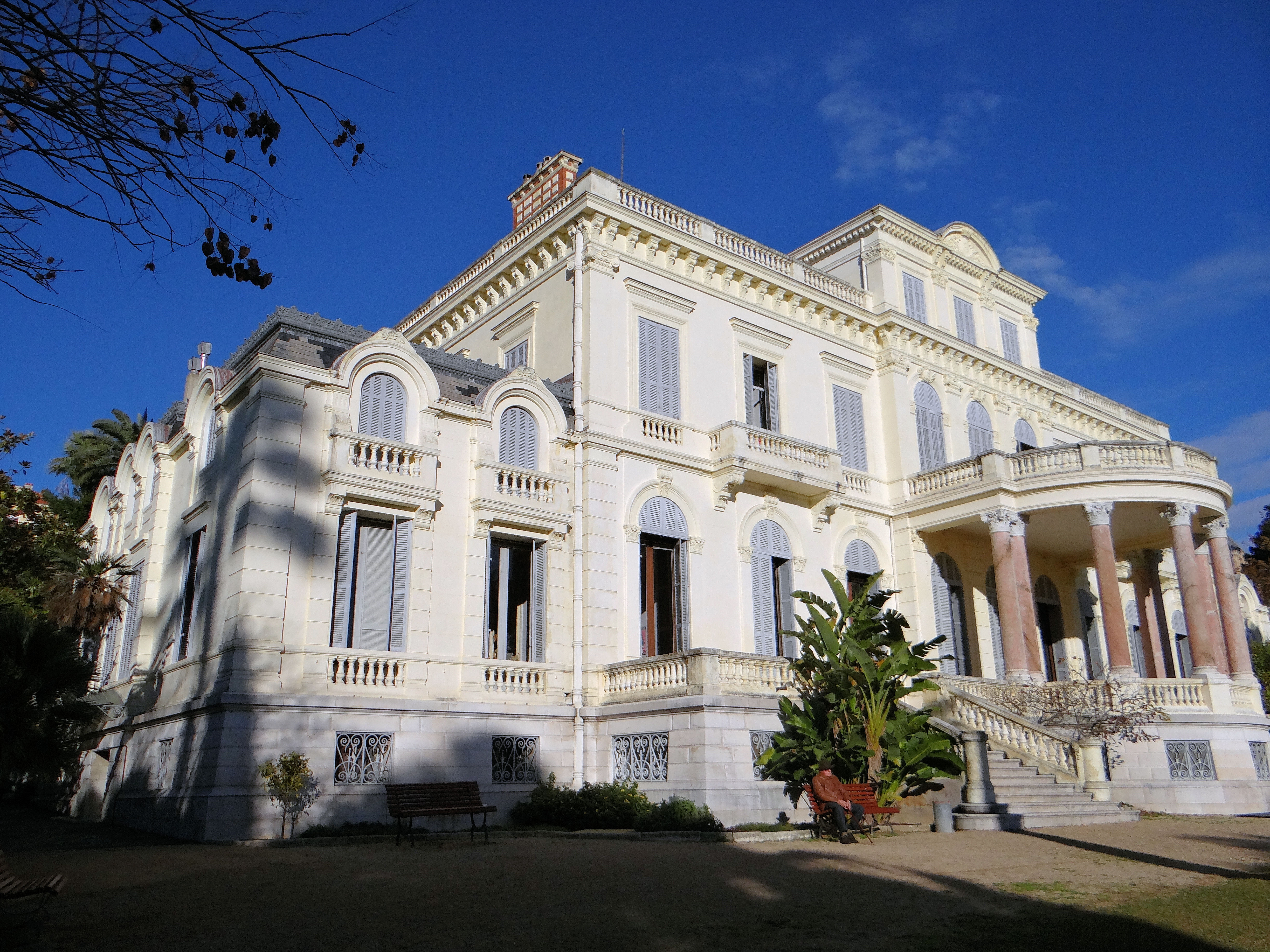
罗斯柴尔德别墅
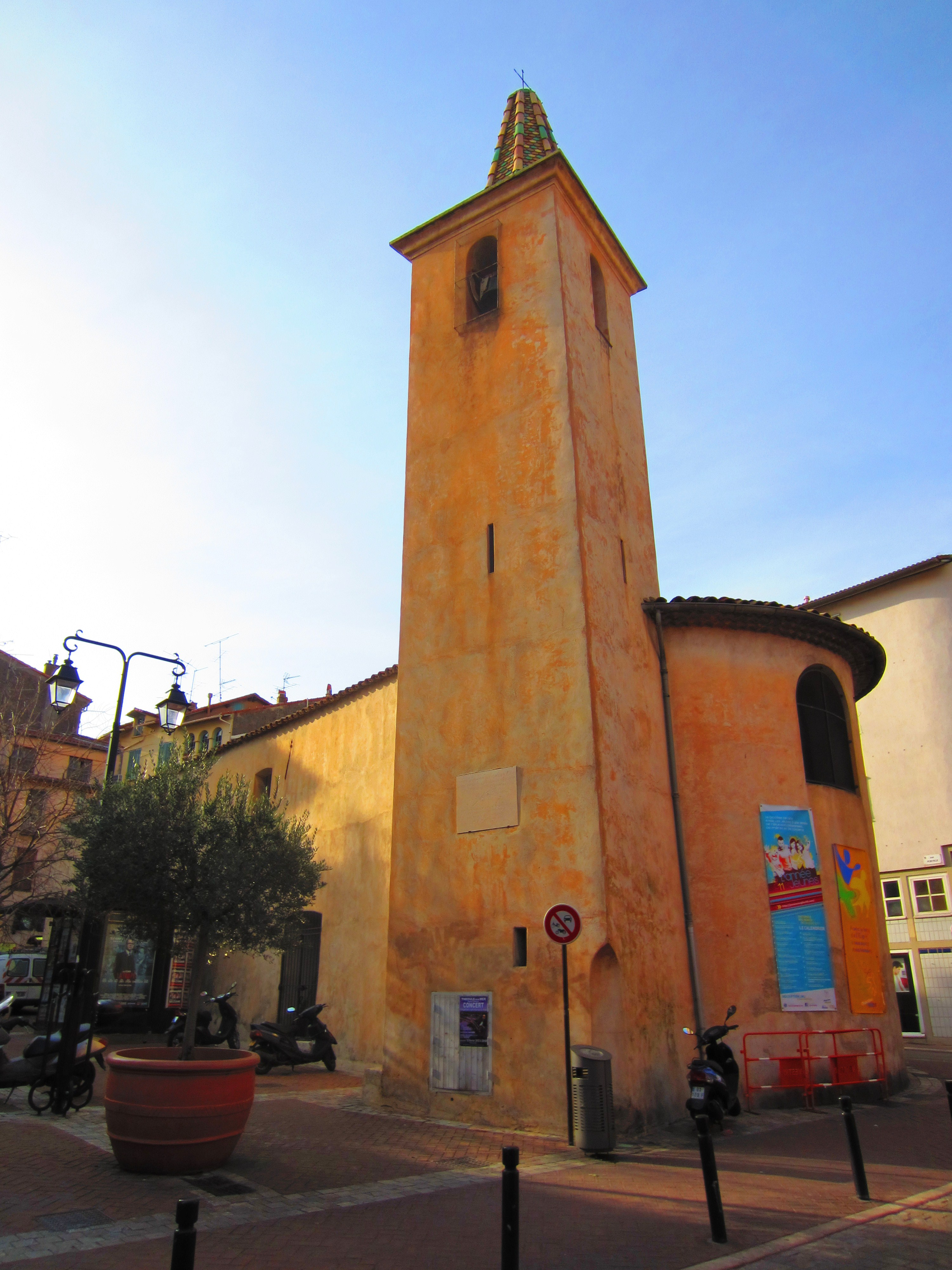
仁慈圣母小堂
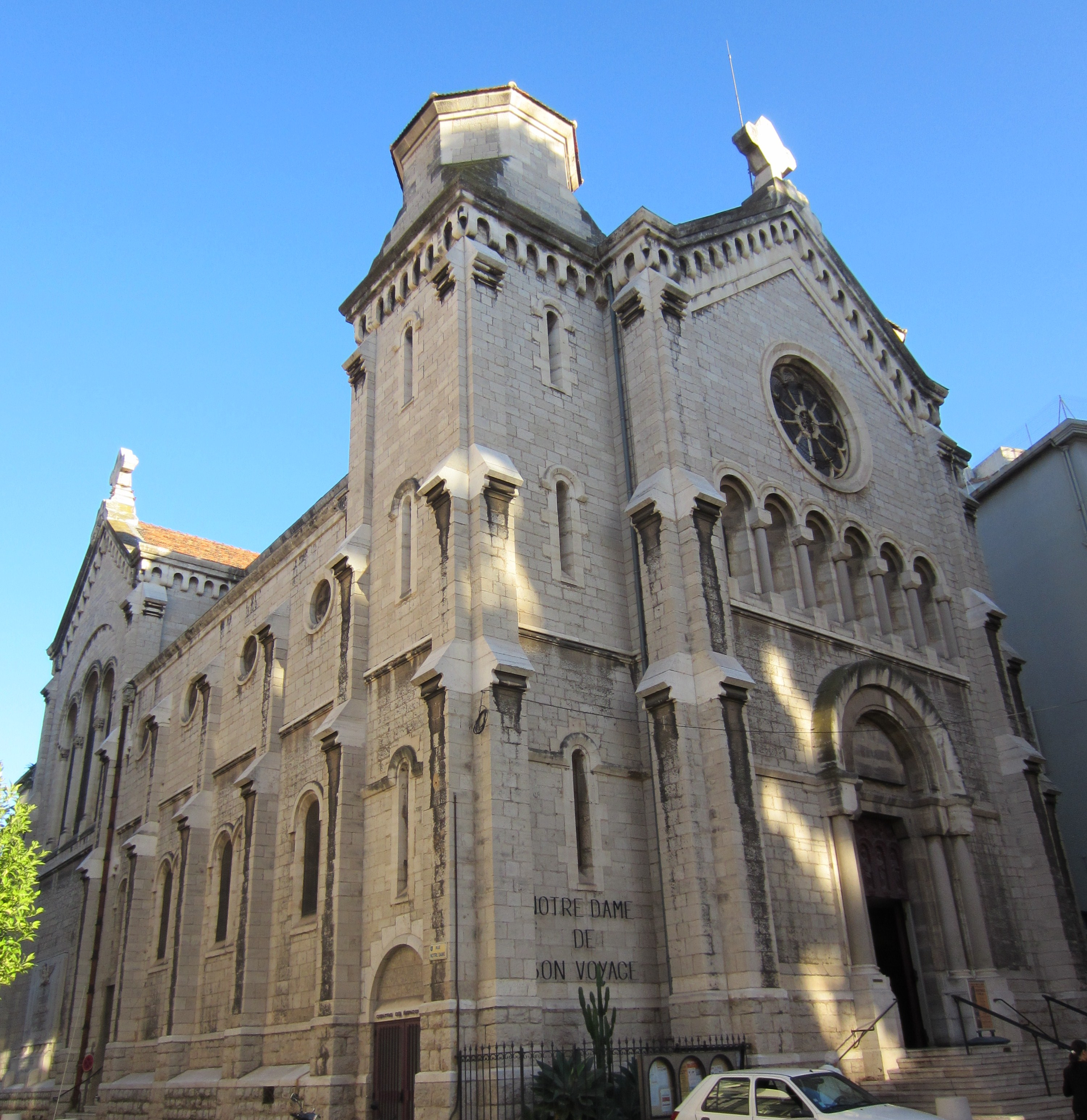
圣母教堂
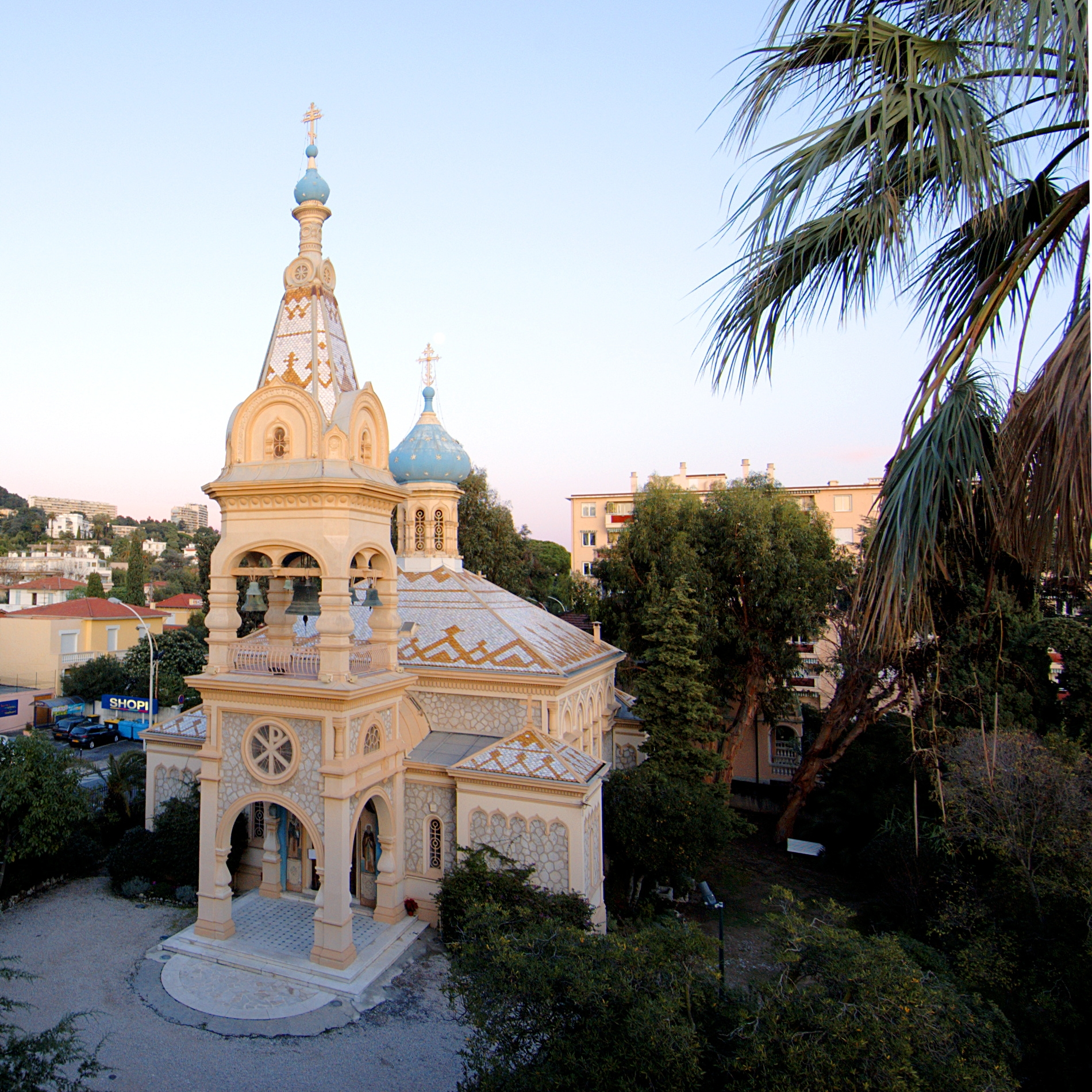
戛纳天使长圣米迦勒堂

### 旅游
戛纳的旅游事务由其所属的公共社区负责。2020年，戛纳境内共有102家宾馆共计5,641间房间，另有1个露营地，可容纳共220辆露营车。

### 媒体
法国主要的媒体均可在戛纳接收，法国电视三台下属的普罗旺斯-阿尔卑斯-蓝色海岸大区频道在部分时段播出戛纳所属区域的地方新闻。

### 电影节
戛纳因同名电影节而闻名，后者最初创办于1939年，1946年后成为一个国际性的电影节，被普遍认为是全球最受关注的电影活动之一。自2000年起，NRJ音乐奖亦在此颁布。
除电影节外，戛纳还有多个文化活动，包括坎城國際創意節、MIDEM、MIPIM、MIPTV 媒体市场等。

## 对外交流
截至2020年9月，戛纳共与五座城市互为友好城市关系，另与五座城市签订有合作交流协议。

| - 墨西哥 阿卡普尔科 - 美国 比佛利山 - 英国 肯辛頓-切爾西區 - 日本 靜岡市 - 中国 三亚 | - 匈牙利 布达佩斯 - 義大利 佛罗伦萨 - 義大利 都灵 - 瑞士 格施塔德 - 以色列 特拉维夫 |